# Abbaye de Boitzenburg
L’abbaye de Boitzenburg est une ancienne abbaye cistercienne à Boitzenburg, en Allemagne.

## Géographie
L'abbaye se situe à l'est du village de Boitzenburg sur une rivière, à environ 20 km de Prenzlau. Au Moyen Âge, le couvent se trouve dans le nord de la marche de Brandebourg, à la frontière avec le grand-duché de Mecklembourg-Strelitz, sur une route commerciale de Prenzlau à Fürstenberg an der Havel.

## Histoire
L'abbaye est probablement fondée en 1271 par les margraves Jean II, Otton IV et Conrad de Brandenbourg et meublé de terres (la même année que l'abbaye de Chorin). En 1281 au plus tard, des religieuses de l'abbaye de Flieth (de) rejoignent le couvent. L'abbaye de Boitzenburg reçoit d'importants dons et droits des margraves et d'autres personnes. Ainsi, elle possède certains villages de la région, d'autres propriétés foncières, et plus tard également des droits de patronage et de justice à certains endroits.
Au XIVe siècle la région est temporairement sous la domination du Mecklembourg et les ducs de Poméranie publient un document pour le couvent à cette époque. Vers 1450, il est gravement endommagé puis reconstruit.
En 1536, le bailli d'Uckermark Hans von Arnim (de) procède à un inventaire (visite) des biens du monastère. En 1538, il reçoit toute la propriété du monastère (en tant que fief), mais les religieuses restantes sont autorisées à y rester. L'avant-dernier d'entre elles meurt en 1572, la dernière continue à bénéficier de son droit de séjour. À partir de 1580, le complexe est utilisé par la famille Arnim à des fins résidentielles.
En 1637, l'abbaye est gravement endommagée par les troupes danoises pendant la guerre de Trente Ans. Après cela, les fondements se dégradent lentement. Le mur nord et le chœur de l'église du monastère et des parties des murs des bâtiments du cloître survivent du complexe du monastère (à côté se trouve le moulin du monastère dans un bâtiment de 1754). Jusqu'en 1945, les ruines et les terres environnantes sont la propriété de la famille Arnim.
Des mesures de sécurité importantes sont prises après 1990. Dans les années 2005 à 2012, elle sert de toile de fond aux représentations du Théâtre des ruines de l'abbaye de Boitzenburg (de) l'été.

## Source de la traduction
- (de) Cet article est partiellement ou en totalité issu de l’article de Wikipédia en allemand intitulé « Klosterruine Boitzenburg » (voir la liste des auteurs).